# Laslo Djere
Laslo Djere (Serbio: Ласло Ђере/Laslo Đere, húngaro: Györe László; Senta; 2 de junio de 1995) es un jugador de tenis serbio.

## Carrera
En el año 2019 logró conseguir su primer título ATP en Río de Janeiro ATP 500,  también ha conseguido un título Challenger y varios Futures. Eso unido a varios buenos resultados en torneos ATP 250 lo han aupado hasta el top 100 del ranking ATP.

## Títulos ATP (3; 3+0)

### Individual (3)
| Leyenda                         |
| Grand Slam (0)                  |
| ATP Wourld Tour Finals (0)      |
| ATP Masters 1000 World Tour (0) |
| ATP World Tour 500 series (1)   |
| ATP World Tour 250 series (2)   |

| N.º | Fecha                 | Torneo         | Superficie    | Oponente en la final  | Resultado     |
| --- | --------------------- | -------------- | ------------- | --------------------- | ------------- |
| 1.  | 24 de febrero de 2019 | Río de Janeiro | Tierra batida | Félix Auger-Aliassime | 6-3, 7-5      |
| 2.  | 18 de octubre de 2020 | Cerdeña        | Tierra batida | Marco Cecchinato      | 7-6(3), 7-5   |
| 3.  | 2 de marzo de 2025    | Santiago       | Tierra batida | Sebastián Báez        | 6-4, 3-6, 7-5 |

#### Finalista (3)
| N.º | Fecha                | Torneo        | Superficie    | Oponente en la final | Resultado        |
| --- | -------------------- | ------------- | ------------- | -------------------- | ---------------- |
| 1.  | 11 de abril de 2021  | Cagliari      | Tierra batida | Lorenzo Sonego       | 6-2, 6-7(5), 4-6 |
| 2.  | 27 de agosto de 2022 | Winston-Salem | Dura          | Adrian Mannarino     | 6-7(1), 4-6      |
| 3.  | 30 de julio de 2023  | Hamburgo      | Tierra batida | Alexander Zverev     | 5-7, 3-6         |

## Challengers y Futures (2+9)
| Leyenda           |
| ----------------- |
| Challengers (2+0) |
| Futures (9+0)     |

### Individuales (10)
| N.º | Fecha      | Torneo                  | Superficie    | Oponente                | Resultado        |
| --- | ---------- | ----------------------- | ------------- | ----------------------- | ---------------- |
| 1.  | 16.07.2017 | Perugia                 | Tierra batida | Daniel Muñoz de la Nava | 7-6(2), 6-4      |
| 2.  | 01.07.2018 | Milán                   | Tierra batida | Gianluca Mager          | 6-2, 6-1         |
| 3.  | 28.07.2013 | Serbia F6               | Tierra batida | Teodor-Dacian Craciun   | 6-2, 6-1         |
| 4.  | 01.09.2013 | Serbia F11              | Tierra batida | Pedja Krstin            | 7-5, 6-3         |
| 5.  | 11.05.2014 | Croacia F8              | Tierra batida | Mike Urbanija           | 6-1, 6-2         |
| 6.  | 18.05.2014 | Bosnia y Herzegovina F2 | Tierra batida | Tomislav Brkic          | 6-3, 6-2         |
| 7.  | 21.09.2014 | Serbia F13              | Tierra batida | Ivan Bjelica            | 7-6(6), 6-4      |
| 8.  | 21.12.2014 | Senegal F2              | Dura          | Aldin Šetkić            | 7-5, 2-6, 6-4    |
| 9.  | 01.02.2015 | Egipto F3               | Tierra batida | Kamil Majchrzak         | 6-3, 7-5         |
| 10. | 21.02.2016 | Túnez F6                | Tierra batida | Pascal Brunner          | 1-6, 6-1, 7-6(5) |
| 11. | 02.04.2017 | Croacia F4              | Tierra batida | Zdenek Kolar            | 7-5, 6-4         |

#### Finalista en individuales (10)
| N.º | Fecha      | Torneo        | Superficie    | Oponente            | Resultado        |
| --- | ---------- | ------------- | ------------- | ------------------- | ---------------- |
| 1.  | 07.06.2015 | Prostejov     | Tierra batida | Jiri Vesely         | 4-6, 2-6         |
| 2.  | 26.06.2016 | Milán         | Tierra batida | Marco Cecchinato    | 2-6, 2-6         |
| 3.  | 07.08.2016 | Cortina       | Tierra batida | João Souza          | 4-6, 6-7(4)      |
| 4.  | 04.06.2017 | Vicenza       | Tierra batida | Marton Fucsovics    | 6-4, 6-7(7), 2-6 |
| 5.  | 24.06.2017 | Poprad Tatry  | Tierra batida | Cedrik-Marcel Stebe | 0-6, 3-6         |
| 6.  | 23.07.2017 | San Benedetto | Tierra batida | Matteo Berrettini   | 3-6, 4-6         |
| 7.  | 16.09.2012 | Serbia F12    | Tierra batida | Jozef Kovalik       | 6-3, 0-6, 3-6    |
| 8.  | 17.11.2013 | Chipre F1     | Tierra batida | Bastian Trinker     | 2-6, 3-6         |
| 9.  | 24.11.2013 | Chipre F2     | Dura          | Michal Schmid       | 4-6, 2-6         |
| 10. | 08.06.2014 | Hungría F1    | Tierra batida | Patrick Rosenholm   | 3-6, 7-5, 4-6    |

### Dobles (0)

#### Finalista en dobles (1)
| N.º | Fecha      | Torneo     | Superficie    | Compañero    | Oponentes                  | Resultado |
| --- | ---------- | ---------- | ------------- | ------------ | -------------------------- | --------- |
| 1.  | 16.05.2015 | Samarcanda | Tierra batida | Pedja Krstin | Sergey Betov Mikhail Elgin | 4-6, 3-6  |

## Clasificación histórica

### Grand Slam
| Australian Open | -   | Q1  | Q2  | 0-0 | 0 |
| Roland Garros | Q1  | 1R  | Q2  | 0-1 | 0 |
| Wimbledon | -   | -   | Q1  | 0-0 | 0 |
| US Open | Q1  | Q2  | -   | 0-0 | 0 |
| Total G-P | 0-0 | 0-1 | 0-0 | 0-1 | 0 |
| ATP World Tour Finals | -   | -   | -   | 0-0 | 0 |
| Total G-P | 0-0 | 0-0 | 0-0 | 0-0 | 0 |
| Juegos Olímpicos | ND  | -   | ND  | 0-0 | 0 |
| Total G-P |     | 0-0 |     | 0-0 | 0 |
| Leyenda: G: Torneo ganado; F: Finalista; SF: Semifinalista; CF: Cuartos de final; G-P: Ganados-Perdidos; ND: No disputado |     |     |     |     |   |

### ATP World Tour Masters 1000
| Indian Wells                                                                                            | -   | 0-0 | 0 |
| Miami                                                                                                   | -   | 0-0 | 0 |
| Montecarlo                                                                                              | -   | 0-0 | 0 |
| Madrid                                                                                                  | -   | 0-0 | 0 |
| Roma | -   | 0-0 | 0 |
| Canadá                                                                                                  |     | 0-0 | 0 |
| Cincinnati                                                                                              |     | 0-0 | 0 |
| Shanghái                                                                                                |     | 0-0 | 0 |
| París                                                                                                   |     | 0-0 | 0 |
| Total G-P                                                                                               | 0-0 | 0-0 | 0 |
| Leyenda: G: Torneo ganado; F: Finalista; SF: Semifinalista; CF: Cuartos de final; G-P: Ganados-Perdidos |     |     |   |

### ATP World Tour 500
| Róterdam                                                                                                | -   | -   | -   | 0-0 | 0 |
| Rio de Janeiro                                                                                          | -   | -   | -   | 0-0 | 0 |
| Acapulco                                                                                                | -   | -   | -   | 0-0 | 0 |
| Dubái                                                                                                   | Q2  | -   | -   | 0-0 | 0 |
| Barcelona                                                                                               | -   | -   | -   | 0-0 | 0 |
| Halle                                                                                                   | -   | -   | -   | 0-0 | 0 |
| Queen's Club                                                                                            | -   | -   | -   | 0-0 | 0 |
| Hamburgo                                                                                                | -   | -   | -   | 0-0 | 0 |
| Washington                                                                                              | -   | -   |     | 0-0 | 0 |
| Pekín                                                                                                   | -   | -   |     | 0-0 | 0 |
| Tokio                                                                                                   | -   | -   |     | 0-0 | 0 |
| Viena                                                                                                   | -   | -   |     | 0-0 | 0 |
| Basilea                                                                                                 | -   | -   |     | 0-0 | 0 |
| Total G-P                                                                                               | 0-0 | 0-0 | 0-0 | 0-0 | 0 |
| Leyenda: G: Torneo ganado; F: Finalista; SF: Semifinalista; CF: Cuartos de final; G-P: Ganados-Perdidos |     |     |     |     |   |

### ATP World Tour 250
| Sofía                                                                                                   | ND  | ND  | ND  | Q1  | -   | 0-0 | 0 |
| Marrakech                                                                                               | -   | -   | -   | -   | 2R  | 1-1 | 0 |
| Bucarest                                                                                                | -   | -   | Q1  | -   | ND  | 0-0 | 0 |
| Budapest                                                                                                | ND  | ND  | ND  | ND  | SF  | 3-1 | 0 |
| Estambul                                                                                                | ND  | ND  |     |     | CF  | 2-1 | 0 |
| Umag | -   | -   | 1R  | -   | -   | 0-1 | 0 |
| Gstaad                                                                                                  | -   | -   | Q2  | -   | -   | 0-0 | 0 |
| Bankgok                                                                                                 | 1R  | ND  | ND  | ND  | ND  | 0-1 | 0 |
| Valencia                                                                                                | -   | -   | Q1  | ND  | ND  | 0-0 | 0 |
| Total G-P                                                                                               | 0-1 | 0-0 | 0-1 | 0-0 | 6-3 | 6-5 | 0 |
| Leyenda: G: Torneo ganado; F: Finalista; SF: Semifinalista; CF: Cuartos de final; G-P: Ganados-Perdidos |     |     |     |     |     |     |   |